# 온양어의정
온양어의정(溫陽御醫井)은 대한민국 충청남도 아산시에 있는, 세종대왕이 온양에 와서 눈병을 치료했다는 우물로, '어의정', '어천', '어정수'라 불린다. 1989년 12월 29일 충청남도의 문화재자료 제314호로 지정되었다.

## 개요
충남 아산시에 있는 어의정은 세종대왕이 온양에 와서 눈병을 치료했다는 우물로, '어의정', '어천', '어정수'라 불린다.
우물의 기본적인 시설은 모습이 바뀌었는데, 본래 우물의 윗부분에 흩어져 있던 화강석을 모아, 길이 약 120m, 높이 0.5m의 사각형 구조로 복원하였다. 이 시설은 일반 우물에 비해 특별히 크고 독특한 편이다. 주민들의 전하는 말에 의하면 우물을 만든 돌에 '어천'이라는 글이 있었다고 한다.

## 참고 문헌
- 온양어의정 - 국가유산청 국가유산포털